# Lucky (canção de Britney Spears)
"Lucky" é uma canção da cantora americana Britney Spears. A canção foi escrita e produzida por Max Martin e Rami, com escrita adicional de Alexander Kronlund, para o segundo álbum de estúdio de Spears, Oops!... I Did It Again (2000). Foi lançado em 21 de Junho de 2000 através da Jive Records como o segundo single do álbum. A canção de teen pop fala sobre uma famosa estrela pop, que apesar de ser muito "sortuda" e, aparentemente, ter tudo - fama, riqueza, beleza e assim por diante -, é verdadeiramente solitária por dentro.
"Lucky" obteve um ótimo sucesso comercial, alcançando a primeira posição na Áustria, Europa, Alemanha, Suécia e Suíça, ao mesmo tempo que entre o top dez nas paradas musicais de onze países ao redor do mundo. Nos Estados Unidos, a canção era esperada para chegar na primeira posição, mas atingiu a posição de número 23 no Hot 100, e a de número nove na Pop Songs. "Lucky" recebeu várias certificações em todo o mundo, da Prata até a Platina.
Para acompanhar o single, o videoclipe, dirigido por Dave Meyers, retrata Spears como uma atriz famosa chamada Lucky, que demonstra o mesmo sentimento descrito na canção. Spears performou a canção em duas turnês, incluindo a de 2000 Oops!... I Did It Again World Tour, tendo a marinha como tema, e na de 2001 Dream Within a Dream Tour, onde a cantora surgiu no meio de uma caixa musical gigante vestida de bailarina para performar a canção em um medley com "Born to Make You Happy" e "Sometimes".

## Antecedentes
"Lucky" foi escrita e produzida por Max Martin e Rami, com escrita adicional de Alexander Kronlund. Spears gravou seus vocais para a canção em novembro de 1999 na Cheiron Studios em Estocolmo, Suécia. A mixagem e a programação foram feitos por Martin e Rami. Esbjörn Öhrwall tocou a guitarra, enquanto os vocais de apoio foram fornecidos por Spears, Martin e Nana Hedin. "Lucky" foi lançado em 8 de agosto de 2000 pela Jive Records como o segundo single de Oops!... I Did It Again (2000). Spears também gravou a canção chamada "Heart" que foi lançada como um b-side do single. A faixa foi escrita por Eugene Wilde e George Teren, enquanto foi produzida por Steve Lunt e Larry Campbell.

## Composição

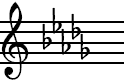
D-flat Major key signature.

"Lucky" é uma canção de teen pop e dance-pop que dura três minutos e vinte e quatro segundos. A canção é composta na tonalidade de Ré bemol maior e está situado no compasso do tempo comum com um ritmo moderado de 96 batidas por minuto. O vocal de Spears se estende ao longo de um intervalo de oitava, desde A♭3 para E♭5. A canção tem um fundo semelhante a "...Baby One More Time" (1999) e "Sometimes" (1999). A canção começa com Spears dizendo, "This is a story about a girl named Lucky", enquanto sobre uma garota que é a maior estrela do mundo pop, que, apesar de ter tudo o que ela quer, ainda se sente sozinha por dentro, aonde Spears canta "She's so lucky, she's a star/But she cry, cry, cries/And her lonely heart thinking/If there's nothing missing in my life then/Why do these tears come at night?" O clipe e a canção retratam a vida de Marilyn Monroe, embora alguns fãs acham ser sobre a vida de Britney  . "Lucky" tem uma seqüência básica de D♭-B♭m-D♭-B♭m como progressão harmônica.

## Performance comercial
Embora não tenha sido bem sucedido quanto a faixa título do álbum, "Oops!... I Did It Again", "Lucky" conseguiu um sucesso moderado. A canção atingiu a posição de número 23 na Billboard Hot 100 graças à sua posição no top 20 na Radio Songs, na posição de número 18. No entanto, como diversos singles lançados por Britney, "Lucky" não teve a venda o CD single físico para auxiliar nas paradas. Além disso, a faixa foi bem sucedida em nas rádios, atingindo o top 20 na Top 40 Tracks e no Rhythmic Top 40, e o top 10 na Pop Songs.
A canção também conseguiu atingir o top de vários países da Europa, como a Áustria, Alemanha, Suíça e Suécia. No Reino Unido, a faixa atingiu a posição de número cinco e ganhou uma certificação de disco de Prata pela British Phonographic Industry (BPI) após ter vendido 200.000 cópias em excesso. Enquanto isso, no Pacífico, "Lucky" teve um sucesso semelhante atingindo o top 5 da Austrália e da Nova Zelândia, que conseguiu o certificado de disco de Platina em ambos os países. No Canadá, porém, conseguiu a posição de número 50, se tornando o single menos bem sucedido do Oops!... I Did It Again no país.

## Videoclipe
A Jive Records encomendou um vídeo para Lucky, que foi dirigido por Dave Meyers (que viria a trabalhar novamente com Britney nos vídeos de acompanhamento para os singles Boys, Outrageous e Radar) nos dias 12 – 13 de junho de 2000. O vídeo estreou no mês seguinte através do programa da MTV Making the Video.
O vídeo começa com Spears como uma narradora de uma peça que mostra a vida de uma famos atriz de Hollywood, chamada Lucky (também feito por Spears).Na narração, Spears, vestindo uma calça rosa e um top verde, diz: "This is the story about a girl named Lucky" (Esta é a história de uma garota chamada Lucky). As cortinas, em seguida, se abrem para mostrar um cartaz grande mostrando Lucky e escrito "Lucky in Top of the World" (Lucky no Topo do Mundo). No outdoor, é mostrada Spears novamente, agora vestindo uma blusa vermelha com calça branca. Ao longo do vídeo, vemos Lucky, vestindo uma camisola cor de rosa com bolas de algodão branco com bordas, dentro de sua mansão, onde também é mostrado fotos da mesma. Na cena seguinte vemos ela em um set atuando, parecendo bastante angustiada. Através desta cena, a narradora, Britney, também fica acima das "estrelas", usando um vestido rosa brilhante, com calça preta e jogando glitter para baixo. Em seguida, Lucky abre a porta para revelar um homem, que então a leva em seus braços, o diretor em seguida grita "Cut! We've got it" (Corta! Encerrado). Lucky, andando pelo set, responde ao diretor, "Finally! We've done it fifty-million times!" (Finalmente! Fizemos isso cinqüenta milhões de vezes!).
Ela, então, senta e a produção começa a arrumar seu cabelo e fazer sua maquiagem, com a narradora Britney de pé, destraída e muito preocupada olhando para Lucky. Então, Lucky é vista vestindo um vestigo cinza brilhante no Prêmio da Academia aceitando seu Óscar, "Best actress, and the winner is Lucky!" (Melhor atriz, e a vencedora é Lucky!). Lucky parece feliz ao aceitar seu Óscar e sorri para seus fãs, mas não era uma felicidade verdadeira. Ela passa pelo tapete vermelho no meio de seus fãs até chegar em sua limosine onde inesperadamente encontra um espelho de mão ornamentado que tanto ela quanto Spears tinha manuseado no set de filmagem. Ela olha para trás, e a narradora Britney se inclina para frente no meio do meio da multidão, desta vez vestindo um top preto e uma calça. A porta do carro então se fecha, mas Lucky consegue ver Britney em meio de seus fãs. O vídeo termina com Lucky chorando antes de dormir, com a maquiagem manchada em seu rosto. As cortinas se fecham, e o vídeo se encerra.

## Performances ao vivo
"Lucky" foi performada por Spears em duas turnês. Em 2000 na Oops!... I Did It Again World Tour, a performance da canção consistia em um tema marinho. "Lucky" foi performada pela última vez em 2001 na Dream Within a Dream Tour, onde Spears surgiu de dentro de uma caixa musical gigante no palco como ballerina, para executar a canção em um medley juntamente com "Born to Make You Happy" e "Sometimes", logo após a performance de "Overprotected".

## Legado
Em julho de 2024, a cantora americana Halsey lançou o single "Lucky", que usa, com poucas mudanças, o refrão da canção homônima de Spears, para além de um sample do instrumental da cover de "Angel of Mine" (1998), do grupo feminino britânico Eternal.

## Faixas e formatos
| - CD single 1. "Lucky" – 3:27 2. "Heart" – 3:03 3. "Lucky" [Jack D. Elliot Radio Mix] – 3:28 - CD single japonês 1. "Lucky" – 3:29 2. "Lucky" [Jack D. Elliot Radio Mix] – 3:30 3. "Oops!...I Did It Again" [Ospina's Crossover Mix] – 3:18 4. "Oops!...I Did It Again [Riprock 'n' Alex G. Oops! We Remixed Again!] – 3:54 | - Vinil 12" 1. "Lucky [Jack D. Elliot Club Mix]" – 6:42 2. "Lucky [Album Version]" – 3:25 3. "Lucky [Jack D. Elliot Radio Mix]" – 3:27 4. "Lucky [Riprock 'n' Alex G. Extended Club Mix]" – 7:16 5. "Lucky [Jason Nevins Mixshow Edit]" – 5:51 - The Singles Collection Boxset single 1. "Lucky" – 3:24 2. "Heart" – 3:00 |

## Desempenho, certificações e processão
| País/Parada (2000)                        | Melhor posição |
| ----------------------------------------- | -------------- |
| Alemanha (Media Control Charts)           | 1              |
| Austrália (ARIA)                          | 3              |
| Áustria (Ö3 Austria Top 40)               | 1              |
| Bélgica (Ultratop 50 Flandres)            | 9              |
| Bélgica (Ultratop 40 Valónia)             | 10             |
| Canadá (RPM Singles Chart)                | 2              |
| Dinamarca (Hitlisten)                     | 8              |
| Estados Unidos (Billboard Hot 100)        | 23             |
| Europa Hot 100 Singles                    | 1              |
| Finlândia (Mitä hittiä)                   | 15             |
| França (SNEP)                             | 16             |
| Holanda (MegaCharts)                      | 4              |
| Irlanda (IRMA)                            | 2              |
| Itália (FIMI)                             | 8              |
| Noruega (VG-lista)                        | 5              |
| Nova Zelândia (RIANZ)                     | 4              |
| Reino Unido (The Official Charts Company) | 5              |
| Suécia (Sverigetopplistan)                | 1              |
| Suíça (Schweizer Hitparade)               | 1              |
| Brasil (Brasil Hot 100 Airplay)           | 1(12x)         |

| País/Parada musical (2000)        | Melhor Posição |
| --------------------------------- | -------------- |
| Alemanha (Media Control Chart)    | 10             |
| Austrália (Australian ARIA Chart) | 29             |
| Áustria (Ö3 Austria Top 40)       | 9              |
| França (SNEP)                     | 100            |
| Nova Zelândia (RIANZ)             | 35             |
| Suécia (Sverigetopplistan)        | 8              |
| Suíça (Schweizer Hitparade)       | 25             |
| Brasil (Brasil Hot 100 Singles')  | 7              |

| País           | Empresa | Certificações | Vendas    |
| -------------- | ------- | ------------- | --------- |
| Alemanha       | IFPI    | Platina       | 2,100,000 |
| Austrália      | ARIA    | Platina       | 70,000    |
| Áustria        | IFPI    | Ouro          | 25,000    |
| Estados Unidos | RIAA    | Platina       | 1,000,000 |
| Nova Zelândia  | RIANZ   | Platina       | 15,000    |
| Reino Unido    | BPI     | Ouro          | 400,000   |
| Suíça          | IFPI    | Platina       | 30,000    |

### Predecessão e sucessão
| Gráficos de sucessão                                                           | Gráficos de sucessão | Gráficos de sucessão                                                               |
| ------------------------------------------------------------------------------ | --- | ---------------------------------------------------------------------------------- |
| Precedido por "Around the World (La La La La La)" por A Touch of Class         | Single número um na Suíça (Schweizer Hitparade) 27 de agosto de 2000 – 3 de setembro de 2000                                                  | Sucedido por "Music" por Madonna                                                   |
| Precedido por "Around the World (La La La La La)" por A Touch of Class         | Single número um na Alemanha (Media Control Charts) 1 de setembro de 2000 – 22 de setembro de 2000                                            | Sucedido por "The Spirit of the Hawk" por Rednex                                   |
| Precedido por "I'm Outta Love" por Anastacia                                   | Single número um na Europa 2 de setembro de 2000 – 9 de setembro de 2000                                                                      | Sucedido por "Music" por Madonna                                                   |
| Precedido por "Around the World (La La La La La)" por A Touch of Class         | Single número um na Áustria (Ö3 Austria Top 40) 3 de setembro de 2000 – 1 de outubro de 2000                                                  | Sucedido por "I Turn to You" por Melanie C                                         |
| Precedido por "I Turn to You" por Melanie C "Nitar Och Läder" por Magnus Uggla | Single número um na Suécia (Sverigetopplistan) 7 de setembro de 2000 – 14 de setembro de 2000 21 de setembro de 2000 – 28 de setembro de 2000 | Sucedido por "Nitar Och Läder" por Magnus Uggla "Nitar Och Läder" por Magnus Uggla |